# カール・ピウス・フォン・エスターライヒ＝トスカーナ
カール・ピウス・フォン・エスターライヒ＝トスカーナ（ドイツ語: Karl Pius von Österreich-Toskana, 1909年12月4日 - 1953年12月24日）は、オーストリア＝ハンガリーの皇族で、スペインのカルリスタ王位請求者の一人。スペイン語名はカルロス・ピオ・デ・アブスブルゴ＝ロレーナ・イ・ボルボン（Carlos Pío de Habsburgo-Lorena y Borbón）で、カルリスタの王としての名乗りは「カルロス8世（スペイン語: Carlos VIII）」。

## 生涯

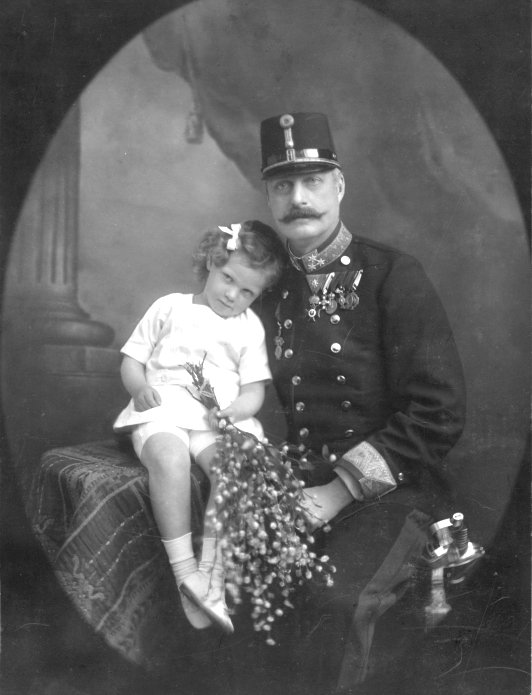
幼児期のカール・ピウスとレオポルト・ザルヴァトール大公（1913年）

トスカーナ大公家の一員であるレオポルト・ザルヴァトール大公と、その妻でスペイン王女の称号を持つブランカ・デ・ボルボンの間の末息子としてウィーンで生まれた。外祖父はスペインのカルリスタ王位請求者およびフランスのレジティミスト王位請求者、マドリード公カルロス・マリア（「カルロス7世」）であった。
洗礼の代父母はローマ教皇ピウス10世、義理の大叔母にあたるバルディ伯爵夫人アルデグンデス（パルマ公ロベルト1世の弟バルディ伯エンリコの妻）が務めた。
カール・ピウスはウィーンのアルゼンチン通りにあったトスカーナ宮殿で幼少期を過ごした。1919年にオーストリアが共和制に移行して旧皇族の財産が没収されると、カール・ピウスは家族と一緒に母の実家が所有するイタリア、ヴィアレッジョ郊外のヴィラに引っ越した。一家は後にバルセロナに移り、カール・ピウスは1926年にスペイン国籍を取得した。高校を卒業すると実業学校に学んだ。彼は1930年代初頭に祖国オーストリアに戻り、右翼系の民兵組織「護国団」に入隊して、路上で共産主義者や社会主義者と乱闘を行った。
1932年、十字団（cruzadistas）という名前のカルリスタ組織が、ブランカの息子たちをカルリスタの次世代の指導者として推す意向を示し始めた。当時のカルリスタ王位請求者はカルロス・ピオの大叔父であるサン・ハイメ公アルフォンソ・カルロスであったが、サン・ハイメ公は80歳代の老齢で子供がなく、カルリスタ王位請求者の直系は断絶することが確定していたのである。十字団は当時のスペイン王であったアルフォンソ13世とその息子たちは、自由主義者の支持を受けているためカルリスタの王として認めないとした。また十字団は、ボルボン家の分家であるボルボーネ＝シチリア家はアルフォンソ13世をスペイン王と認めているために排除され、ボルボーネ＝パルマ家もフランス人になりきってしまっているため、カルリスタの王位を継ぐ資格はないと考えていた。
十字団はボルボン家の男系子孫全員をカルリスタの後継者として認めないため、彼らはサン・ハイメ公の最近親の女系親族である姪のブランカに王位継承権が移るとした。この主張は他のカルリスタたちの間では人気がなく、またサン・ハイメ公自身が非難した主張の一つであった。
サン・ハイメ公が生きている間は、ブランカとその息子たちはカルリスタ王位請求権の主張に関して意欲を見せるのを慎まねばならなかった。1936年にサン・ハイメ公が死去した後、カルロス・ピオは当初、サン・ハイメ公が後継に指名し、カルリスタ主流派の支持を得てカルリスタ勢力の摂政となったパルマ公家のサヴェリオを支持していた。スペイン内戦が始まり、政情が混迷する中でも、カルロス・ピオは直接にカルリスタの王位を請求することはしなかった。
1943年6月29日、カルロス・ピオは「自分こそがカルリスタの主張するスペイン王位の正統な継承者である」とする旨の声明を発表した。このとき、カルロス・ピオには存命中の兄が3人いたが、いずれも王位請求には興味を示さなかった。1947年、カルロス・ピオの2人の兄レオポルトとフランツ・ヨーゼフはニューヨークにおいて請求権を放棄した。1948年には残るもう一人の兄アントンも口頭で請求権を放棄した。
カルロス・ピオは支持者たちから「カルロス8世」として推戴された。彼の支持者はカルロクタビスタと呼ばれた。カルロス・ピオは外祖父と同じくマドリード公の儀礼称号を使用し、何人かの最も保守的なカルリスタ指導者からの支持を得た。また彼はフランシスコ・フランコの翼賛集団である国民運動の一部からもある程度支持を得ることができた。主流派であるサヴェリオの支持者たちは「フランコによるカルロス・ピオへの支援は、カルリスタ内の亀裂を深めさせるための戦術にすぎない」と断じていた。
カルロス・ピオは一時アンドラに移ったあと、バルセロナに戻った。1944年から1951年にかけて、彼は14の貴族称号を付与した。またいくつかの騎士団に名を連ね、聖カルロ・ボッロメーオを記念した新たな勲章を創設した。
1953年のクリスマス・イヴに、脳出血を起こしてバルセロナで急死した。カルロス・ピオのために何度か追悼ミサが行われ、1954年1月16日に行われたミサには数多くの政府高官や外交官が出席した。遺体はポブレー修道院に安置されている。
カルロス・ピオの死後、アントンとフランツ・ヨーゼフが弟の王位請求を引き継ぎ、現在の王位請求者はアントンの次男ドミニクである。

## 子女
1938年5月8日に、ウィーンのシュテファン大聖堂でクリスタ・ザツゲル・デ・バルバニョス（Christa Satzger de Bálványos, 1914年 - 2001年）と結婚した。これは貴賤結婚だったため、生まれてくる子供たちは王族としての権利を何も持たないとされた。夫妻は2女を儲けた。娘たちは1990年にハプスブルク＝ロートリンゲン家家長のオットー大公により、ハプスブルク伯爵夫人の称号を与えられた。カルロス・ピオとクリスタは1949年に別居し、1950年に民事離婚が成立した。カルロス・ピオは教会法における婚姻無効をも申請していたが、手続きが完了する前に死去した。
- アレハンドラ（1941年 - ）1960年にホセ・マリア・リエラと結婚
- インマクラーダ（1945年 - ）1969年にジョン・ドブキンと結婚、のち離婚